# 450
سنة 450 م (بالأرقام الرومانية: CDL) كانت سنة بسيطة تبدأ يوم الأحد (الرابط يظهر نموذج الجدول الزمني الكامل للسنة) من التقويم اليولياني. بدأت تسمية السنة ب450 منذ العصور الوسطى المبكرة، عندما أصبح تقويم أنو دوميني هو الأسلوب السائد في أوروبا لتسمية السنوات.

## مواليد
- جستن الأول

## وفيات
- ثيودوسيوس الثاني
- سعد بن زيد مناة